# Евтушенко, Василий Иванович
Василий Иванович Евтушенко (16 марта 1921 года, Днепропетровская область, УССР - умер 14 июня 1997 года ) — чабан колхоза имени Фрунзе Васильковского района Днепропетровской области. Герой Социалистического Труда (26.02.1958).

## Биография
16 марта 1921 года в сельской местности в  Днепропетровской области родился Василий Евтушенко.
На протяжении длительного времени работал чабаном в колхозе имени Фрунзе Васильковского района Днепропетровской области. Добился роста поголовья ягнят. Регулярно получал по 160-167 ягнят на 100 овцематок. По настригу шерсти показывал высокий результат. По 5-6 кг шерсти ежегодно с каждой овцы.
Указом Президиума Верховного Совета СССР от 26 февраля 1958 года за достижение высоких показателей в овцеводстве Василию Ивановичу Евтушенко присвоено звание Герой Социалистического Труда с вручением ордена Ленина и золотой медали «Серп и Молот».
В дальнейшем продолжал работать в овцеводстве вплоть да выхода на заслуженный отдых.
Жил в селе Воскресеновка. Умер 14 июня 1997 года. Похоронен на сельском кладбище.

## Награды
Имеет следующие награды:
- золотая медаль «Серп и Молот» Героя Социалистического Труда (26.02.1958);
- Орден Ленина (26.02.1958).